# Iltifatganj Bazar
Iltifatganj Bazar es un pueblo y nagar Panchayat situado en el distrito de Ambedkar Nagar en el estado de Uttar Pradesh (India). Su población es de 13136 habitantes (2011). 

## Demografía
Según el censo de 2011 la población de Iltifatganj Bazar era de 13136 habitantes, de los cuales 6624eran hombres y 6512 eran mujeres. Iltifatganj Bazar tiene una tasa media de alfabetización del 76,85%, inferior a la media estatal del 67,68%: la alfabetización masculina es del 83,68%, y la alfabetización femenina del 69,91%.